# Komitet Obywatelski Solidarność
Le Komitet Obywatelski « Solidarność » (KO "S") ou Obywatelski Komitet Wyborczy, appelé auparavant Komitet Obywatelski przy Lechu Wałęsie (Comité civique avec Lech Wałęsa), est un mouvement politique polonais d'opposition démocratique au communisme en Pologne.
Il est issu du syndicat Solidarność.
Le parti connaît en scission à l'issue de l'élection présidentielle polonaise de 1990 entre une aile libérale et une autre plus conservatrice, puis d'autres scissions interviennent par la suite,.